# Cal Trullols i casa al número 7
Cal Trullols i casa al número 7 és una obra de Cervera (Segarra) protegida com a Bé Cultural d'Interès Local.

## Descripció
Es tracta de dos edificis entre mitgeres, que tenen la particularitat de ser molt estrets de façana, que ocupa l'amplària de les bigues. La casa del número 7 consta de planta baixa i quatre pisos més -l'últim maó que contrasta amb l'aparell de pedra que arriba fins a la tercera planta. Això ens pot indicar que la casa hauria crescut en alçada en un moment posterior. Les obertures del primer i segon pis són balcons que decreixen en dimensions -més gran el primer- i la porta d'accés presenta una biga de fusta com a llinda. La casa del número 9, cal Trullols, consta de planta baixa i cinc plantes. Estimem que fou reformada al segle xix, reforma que hauria afectat les obertures, esdevenint d'arc escarser i motllurades a tot el volt, amb els brancals formant pilastres. Les llosanes dels balcons tenen els angles arrodonits, que és la forma que també segueixen els balcons de forja. Les obertures -començant per la portada- van decreixent en alçada.